# Iris (opera)

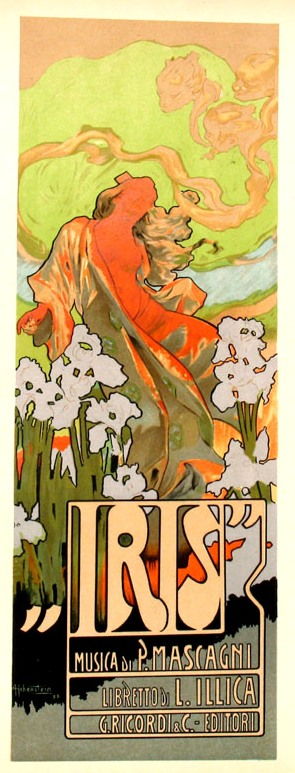
Originele poster door Adolf Hohenstein

Iris in een opera in drie bedrijven van Pietro Mascagni op een libretto van Luigi Illica. De wereldpremière vond plaats op 22 november 1898 in het Teatro Costanzi in Rome.

## Achtergrond
Net als alle lange opera's van Mascagni wordt Iris zelden opgevoerd, zelfs in Italië, hoewel het naast L'amico Fritz een van de meest opgevoerde opera's van de componist is. Twee van de bekendste liederen zijn de serenade van de tenor, "Apri la tua finestra", en de hymne aan de zon, "Inno al sole".
De zogenaamde Octopusaria, "Un dì, ero piccina", waarin Iris een scherm beschrijft dat ze als kind in een boeddhistische tempel heeft gezien, en waarop een octopus afgebeeld staat die zijn tentakels om een jonge vrouw geslagen heeft, zou geïnspireerd kunnen zijn door de prent 'De droom van een vissersvrouw' (1814) van de Japanse kunstenaar Hokusai.

## Rollen
| Rol                                                      | Stemtype | Zanger(es) bij première op 22 nov. 1898 (dirigent: Pietro Mascagni) |
| -------------------------------------------------------- | -------- | ------------------------------------------------------------------- |
| Iris                                                     | sopraan  | Hariclea Darclée                                                    |
| Il Cieco                                                 | bas      | Giuseppe Tisci Rubini                                               |
| Osaka                                                    | tenor    | Fernando De Lucia                                                   |
| Kyoto                                                    | bariton  | Guglielmo Caruson                                                   |
| Geisha                                                   | sopraan  | Ernestina Tilde Milanesi                                            |
| Winkelier                                                | tenor    | Eugenio Grossi                                                      |
| Voddenkoopman                                            | tenor    | Piero Schiavazzi                                                    |
| Koor: winkeliers, geishas, wasmeisjes, samurais, burgers |          |                                                                     |

## Inhoud
Iris, de naieve dochter van een blinde oude man, leeft eenvoudig en geniet van de simpele dingen van de natuur. Osaka, een heer op zoek naar avontuurtjes, wordt verliefd op haar, en is van plan haar te ontvoeren met behulp van de pooier Kyoto. Tijdens een poppenvoorstelling komt de libertijn binnen vermomd als een kind van de zon en zingt een serenade. Dit verovert het hart van Iris en de misleiding onttrekt de dochter aan de blinde vader, die met haar samenwoont. Iris wordt naar de Yoshiwara, een plaats van verderf, geleid en ze ontwaakt met de illusie in het paradijs te zijn. Osaka probeert haar te verleiden, maar hij slaagt er alleen in haar schrik aan te jagen. Moe en verveeld door de eenvoud van Iris laat Osaka haar over aan de genade van Kyoto, die haar onderbrengt in een huis van plezier. Daar vindt haar vader haar en aangezien hij niets van de ontvoering weet, vervloekt hij haar. Iris is overweldigd door schaamte en stort zichzelf daarop in een afgrond. Ze sterft gekust door het licht en omarmd door bloemen.